# جدران القص ذات الصفائح المعدنية

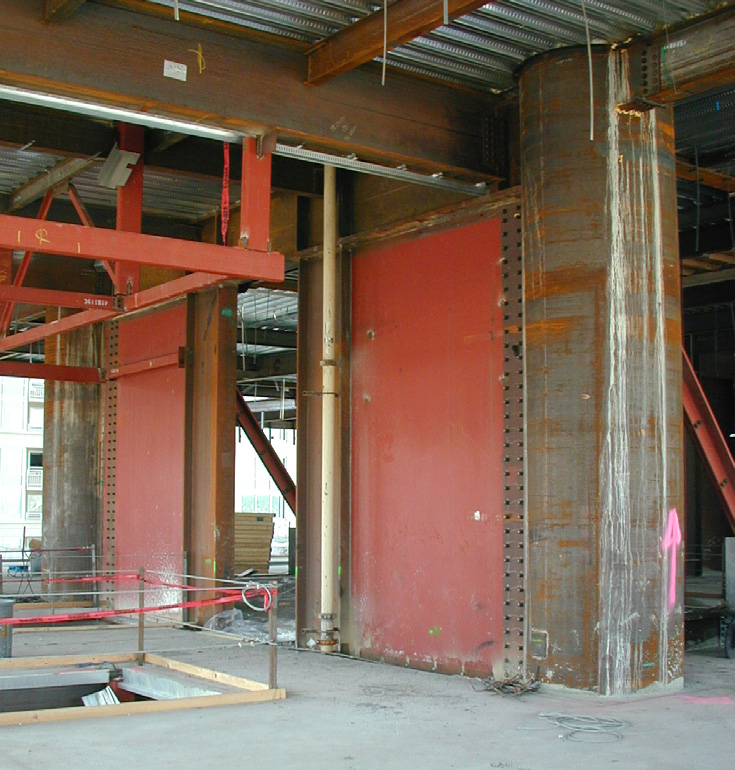

جدران القص ذات الصفائح المعدنية

## لمحة عامَّة
قامَ باحثونَ -من جامعةِ كولومبيا في فانكوفر بكندا- بوضعِ حجرِ الأساسِ لدراسةِ جُدرانِ القص ذاتِ الصفائحِ المَعدنيةِ
(Steel plate shear walls (SPSW)). حيثُ يشبهُ سلوكُها سلوكَ الجسورِ المعدنيةِ الرأسيةِ الحرَّةِ حَرَكيًّا مِن قاعدتها (Vertical cantilevered plate girder). كما في الجسورِ المعدنية، يستغلُ الجدارُ ذو الصفائحِ المعدنيةِ أداءَ العنصرِ الإنشائي من خلالِ الاستفادةِ مِن سلوكِ الألواحِ المعدنيةِ ما بعدَ الانبعاج(post-buckling) . يُمكنُ أنْ يُمَثَلَ نموذجُ جدارِ الصفائح المعدنية على أنَّه جِسرٌ معدنيٌ رأسي، في حينِ أنَّ الصفائحَ المعدنيةَ تَعمَلُ كالشبكةِ أو ما يسمى بالويب (web)، الأعمدةُ تَعمَلُ كالجناحِ أو ما يسمى بالفلانج (flange)، والجسورُ المتقاطعةُ تَعمَلُ كدعاماتٍ مُستَعرضَة. إنَّ النظريةَ التي تُعنَى بتصميمِ الصفائحِ المعدنيةِ لا يجبُ أنْ تُستَخدَمَ في تصميمِ الجدرانِ ذاتِ الصفائحِ المعدنية وهذا لأنَّ مقاومةَ الانحناءِ (bending strength) والصَلابةَ (Stiffness) لكلٍّ مِنَ الجسورِ والأعمدة لها تأثيرٌ ملحوظٌ على سلوكِ ما بعدَ الانبعاج.
السعةُ التصميميةُ للمنشآتِ: هيَّ التَحكمُ في فشلِ المبنى مِن خلالِ الاختيارِ المسبقِ لقواطعٍ مرنةٍ (structural fuse) – وهيَّ مبنيةٌ على مبدأ القواطعِ الإنشائيةِ المستخدمةِ في مقاومةِ قوى الزلازل مثًلا، فيما يُدْعى بـ The fuse concept- أو المواضعِ الضعيفة كي تعملَ كموقعٍ أساسي لتبديدِ الطاقةِ عندما يتعرضُ المبنى لأحمالٍ عاليةٍ. يَتِمُ تصميمُ المنشأ بحيث يظهر السلوكُ اللامرن (Inelastic behavior) أو الضرر في تلكَ المواقعِ الحساسة أيْ القواطعِ الإنشائية، والتي تُصَمَمُ بدَورها كي تتصرفَ بشكلٍ مرنٍ ومتزن. وعكسيًا، يتم حمايةُ جميعِ العناصرِ الإنشائيةِ الأخرى مِنَ الفشلِ أو الانهيارِ مِن خلالِ جَعْلِ الأحمالِ المنتقلةِ لها محدودة، وذلكَ مِن خلال تقليلِ سعةِ تلكَ العناصر لتتساوى مع سعةِ التَّحملِ للقواطع.
في جدرانِ القصِّ ذاتِ الصفائحِ المعدنية، مِنَ المفترضِ أنْ تعملَ الصفائحُ المعدنيةُ كعملِ عناصرِ القاطع. وفي حالِ تضررَ العُنصرُ بسببِ التعرضِ لأحمالٍ كبيرةٍ، فإنَّه يُمكنُ استبدالُ تِلكَ الصفائحِ بتكلفةٍ منطقية، بالإضافةِ إلى إمكانيةِ استعادةِ هيكيليةِ المبنى السليمةِ بالكامل. بشكلٍ عام، يتمُ تنصيفُ الجدرانِ ذات الصفائح المعدنية بناءً على أدائها، واختيارِ الأنظمة الإنشائية والمقاومةِ للإجهاد، ووجودِ الدَّعاماتِ المُثَّقبة(Perforated stiffeners).
تمَ طرحُ كميةٍ كبيرةٍ مِنَ الأبحاثِ القَيِّمَةِ المتعلقةِ بالسلوكِ الثابت والسلوكِ المتحرك لجدرانِ القصّ ذات الصفائح المعدنية. وقد تَمَ التَوصُلُ إلى كمٍ جيدٍ مِنَ الأبحاثِ التي لا تُحَدِدُ السلوكَ، الاستجابةَ، والأداءَ لجدرانِ القصّ في حالةِ الإجهادِ الحركيّ الدوريّ وحسب، بلْ وتُشَكِلُ أداةً للمساعدةِ على تطويرِ عمليةِ التحليلِ وأسسِ التصميم للمجتمع الهندسي.
العملُ الرائدُ لكولاك ومساعديه في البحث من جامعةِ ألبرتا في كندا، أدَّت إلى تبسيطِ طريقةٍ لتحليلِ جدرانِ القصّ ذات الصفائح المعدنية الرفيعةِ وغيرِ المدَّعَمةِ (Thin unstiffened SPSW) مِن خلالِ نموذجِ الشريطِ التحليليّ (Strip model). تَشملُ أحدثُ نسخةٍ مِنَ المواصفةِ الكَندية لتصميمِ المُنشآتِ المعدنيةِ هذا النموذجَ في التحليل، و تحديدًا في البابِ رقم 20 مِن المواصفة. (CAN/CSA S16-01) كما ذُكِرَ هذا النموذجُ في البرنامجِ الوطنيّ لتقليلِ خطرِ الزلازل، التابعِ للولايات المتحدة. (NEHRP)

## تاريخ النظام
في العِقدَينِ المُنَصرمينِ، تمَ استخدامُ جدرانِ القصّ ذات الصفائح المعدنية أو ما يُعرَفُ بجدرانِ الصفائحِ المعدنية في عددٍ مِنَ المباني في كلٍّ مِن اليابان وأمريكا الشمالية، كجزءٍ مِن نظامِ مقاومةِ الأحمالِ الجانبية(Lateral loads). في وقتٍ لاحق، تمَّ معاملةُ الجدرانِ ذاتِ الصفائحِ المعدنية على أنَّها جسورٌ معدنيةٌ رأسيةٌ مُوَجَهَة (Plate girders)، و أخَذَت عمليةُ تصميمها مَنْحى تَحَفُظيّ. تَمَّ منعُ انبعاجِ الشبكةِ –وهي جزءٌ من العنصرِ الإنشائي وهو الجدران، في حينِ أنَّ الشبكةَ هي الصفائحُ المعدنيةُ كما تَمَّ توضيحهُ سابقًا- مِن خلالِ دعّاماتٍ إضافيةٍ أو من خلال اختيارِ صفيحةٍ معدنيةٍ سميكةٍ للشبكة، تمَّ استخدامُ هذهِ الطرق إلى حينِ أنْ توفرت معلوماتٌ أكثرحولَ خواصِّ ما بَعدَ الانبعاج التي تملكها صفائح الشبكة. بالرغم مَن أنَّ نظريةَ تصميمِ الجسورِ المعدنية(Plate girder theory) قد تبدو مُلائمةً ليَتِمَ تطبيقها في تصميمِ جدران الصفائح المعدنية أيضًا، إلّا أنَّ هناكَ فروقًا كبيرةً في كلٍّ مِن قوى مقاومةِ الانبعاج(Bending strength) و الصَلابة (Stiffness) لكل من الأعمدةِ والجسورِ والتي تُشَكِلُ العناصرَ الحدوديَةَ (boundary elements) للجدار.
هذهِ العناصرُ –والمقصود الأعمدة والجسور- مِنَ المتوقعِ أنْ تُشَكِلَ تأثيرا ملحوظًا على السلوكِ العام للمبنى الذي يتضمنُ هذا النوعَ مِن الأنظمة، وقد ركز عددٌ من الباحثينَ على هذا الجانبِ عند دراستهم للجدرانِ ذات الصفائح المعدنية.
محاسنُ الطاقةِ المتبددة، والتي تتبدد عندَ تعرضِ الصفيحةِ الشبكية للأحمالِ الدورية، رَفَعت مِن أرجحيةِ استخدامِ الجدران ذات الصفائح المعدنية كبديلٍ واعِدٍ للأنظمة التقليدية المستخدمة في النطاقات النشطَةِ زلزاليًا. ومِن محاسنها الإضافية هيَّ كَونُ نطاقِ الشدِّ القطري (Diagonal tension) للشبكة يعمل كتكثيفٍ قطري (Diagonal bracing)في إطارٍ إنشائي مُدَّعَم(Braced frame) ، وبهذا فهو يُكَّمِلُ عَمَل الجملون (Truss)، وهذه العمليةُ تُعرَفُ بأنها طريقةٌ فعالةٌ في التحكمِ بانحرافاتِ الرياح.

## ميّزات النظام
من وجهةِ نظرِ المصمم، فإنَّ الجدرانَ ذاتُ الصفائحِ المعدنيةِ أصبحت بديلًا جذابًا لبعضِ الأنظمةِ الإنشائية المعدنية الأخرى، أو لإستبدالِ الأنظمةِ الخرسانيَةِ في أساساتِ المصاعدِ وجدرانِ القصّ. مجموعةُ دراساتٍ قياسيةٍ أظهرت أنَّ التكاليفَ الكليَّة للمبنى يمكنُ تقليلها بشكلٍ كبيرٍ عندَ الأخذِ بعينِ الاعتبارِ الميِّزاتِ التالية:
- عندَ تصميمِ وتفصيلِ نظامِ الجدار ذو الصفائح المعدنية بشكلٍ ملائم، فإنَّه يملكُ إمكانيَّةً كبيرةً نسبيًا للطاقةِ المتبددةِ مع سلوكٍ تخلفي متزن(stable hysteretic behavior) ، مما يَجعلهُ نظامًا مرغوبًا في النطاقاتِ النشطةِ زلزاليًا.
- لأنَّ الشبكةَ تملكُ مجالَ شدٍّ يعملُ كتكثيفٍ قطريّ، فإنَّ هذا يمنحُ النظامَ صلابةً عاليةً نسبيًا، مما يجعلهُ فعالًا جدًا في تقليلِ تيارِ الرياحِ.-والرياحُ تُعَدُ قوةً جانبيةً تؤثرُ على المُنشأ- بالمقارنةِ مَع جُدرانِ القصّ الاعتيادية في الأنظمةِ الخرسانيةِ، نظامُ الصفائحِ المعدنية يُعتَبَرُ أقلَ وزنًا، وهذا بدورهِ يقلِلُ بالتأكيد الاعتمادَ على الأعمدةِ والقواعدِ –في مقاومةِ الأحمال-، ويقللُ الأحمالَ الزلزاليةَ، حيثُ الأحمالُ الزلزاليةُ متناسبةٌ طرديًا مع وزنِ المبنى.
- بالمقارنةِ مَع عمليةِ تنفيذِ الأنظمَةِ الخرسانية، فإنَّ عمليةَ إنشاءِ المنشآتِ المعدنية بالكامل أسرعُ إلى حدٍ كبير، مما يقلل مِن الزمنِ التنفيذيّ للمشروعِ. وهذا يُعَدُ عاملًا مهمًا يؤثرُ في التكاليفِ الكليَّةِ للمشروع.
- من خلالِ استخدام العناصرِ الملحومةِ في المصنع(shop-welded) أو المُثبتَةِ باستخدامِ البراغي (field-bolted) في موقع العمل، فإنَّ عمليةَ الإشرافِ الميداني(site inspection) –أي في موقع التنفيذ- ستكونُ مُصدَّقةً، وسيساعدُ هذا النظامُ على توفيرِ مستوىً عالٍ مِن الجودة في التنفيذ.
- بالنِّسبة للمعماريين، فإنَّ للتَفَنُنِ في توفيرِ مساحاتِ الفراغاتِ أهميةً فارقةً، وهذا ما يوفرهُ نظامُ الجدرانِ ذات الصفائح المعدنية في حينِ أنَّه يمتلكُ مساحاتٍ أقلَ لمقاطعهِ العَرضيَة، مقارنةً بجدرانِ القصّ الاعتيادية، وهذا ما يَظهَرُ بالأخصّ في المباني عاليةِ الارتفاع، حيثُ تصبح جدران القصّ الخرسانية أكثرَ سماكةً في الطوابقِ السفلية، مما يجعلها تَشغَلُ مساحةً كبيرةً مِن مخطط الطابق.
- يُعَدُّ استخدام هذا النظام في المنشآت المعدنية حلًا عمليًا وفعالًا في المناطقِ الباردة، حيثُ يمكن أنْ تكونَ المنشآت الخرسانية غيرُ ذاتِ جدوى، وهذا يَعودُ في الأصل إلى درجاتِ الحرارةِ المتدنيةِ جدًا والتي تتسبب في تصعيبِ عمليةِ التنفيذ نظرًا لدوراتِ الصقيعِ (freeze-thaw cycles)التي تسببُ مشاكل في قوةِ تحملِ الخرسانة (Durability) في تطبيقاتِ الترميم الزلزالي(Retrofitting)، يعدُّ نظامُ الجدران ذات الصفائح المعدنية أكثرَ سهولةً وأسرعَ في الإنشاءِ مِن جدرانِ القصّ الخرسانية، وهذهِ تعدُّ قضيةً مهمةً لأنَّ حالة تشغيل المبنى يجبُ أنْ تتم مراعاتها خلالَ عمليةِ التنفيذ الإنشائي.
- في خِضمِّ الاستجابةِ اللامرنة (Inelastic response)–و هي ناتجةٌ عن الضررِ عندَ تَعَرُضِ العنصرِ للإجهاد-، فإنَّه يمكنُ استبدالُ الصفائحِ المعدنية، والتصليحات تعدُّ أكثرَ بساطةً وسهولةً مما هيَّ عليهِ في الأنظمةِ الخرسانيةِ المسلحة.